# Thomas Balcerowski
Thomas Balcerowski (* 3. April 1972 in Quedlinburg) ist ein deutscher Rechtsanwalt und Kommunalpolitiker (CDU). Er ist Landrat des Landkreises Harz in Sachsen-Anhalt.

## Leben
Thomas Balcerowski besuchte die Geschwister-Scholl-Schule und die V. POS in Thale. Danach machte er eine Berufsausbildung zum Facharbeiter für automatisierte Anlagen im VEB Eisenhüttenwerk Thale (EHW). An der Volkshochschule Quedlinburg erlangte er mit dem Ablegen des Abiturs im Jahr 1992 die Hochschulreife. Von 1992 bis 1997 absolvierte er ein Studium der Rechtswissenschaften an der Martin-Luther-Universität in Halle (Saale), das er mit dem zweiten juristischen Staatsexamen und der Befähigung zum Richteramt abschloss. Ab 1999 war er als Rechtsanwalt in Quedlinburg tätig.
1990 trat er in die CDU ein und war von 1998 bis 2004 Vorsitzender des Kreisverbandes Quedlinburg, danach Fraktionschef der CDU im Kreistag. Im Jahr 1999 wurde er in den Stadtrat der Stadt Thale gewählt. Bei der Bürgermeisterwahl der Stadt Thale am 6. Mai 2001 setzte sich Balcerowski mit 60,7 % der Stimmen gegen drei weitere Kandidaten durch.
Am 5. Juli 2020 wurde Balcerowski mit 55,35 % der Stimmen zum Landrat des Landkreises Harz gewählt. Er übernahm das Amt seines Vorgängers Martin Skiebe am 1. November 2020.
Seit dem 1. August 2022 ist er Vorsitzender des Aufsichtsrats der Harzer Schmalspurbahnen. In seiner Eigenschaft als Landrat ist Balcerowski auch Aufsichtsratsvorsitzender der Harzer Verkehrsbetriebe.
Thomas Balcerowski ist verheiratet und hat vier Kinder. Er lebt in Thale.

## Auszeichnungen
- 2021: Ehrenbürger der Stadt Thale.[9]